# 7562 Kagiroino-Oka
7562 Kagiroino-Oka là một tiểu hành tinh vành đai chính với chu kỳ quỹ đạo là 1684.9059294 ngày (4.61 năm).
Nó được phát hiện ngày 30 tháng 11 năm 1986.